# Renack Mau
Renack Mau est un haltérophile nauruan.

## Biographie
Membre de la délégation nauruane aux Jeux du Pacifique de 2011 à Nouméa, il obtient la médaille d'argent à la compétition de force athlétique pour les athlètes masculins de moins de 83 kg, derrière le Papou-Néo-Guinéen Livingstone Sikoli,,.
En juin 2015 à Nauru, Renack Mau participe à une manifestation de plus de trois cents personnes protestant contre la suspension de députés d'opposition. Il est arrêté avec dix-huit autres manifestants, dont trois députés d'opposition, tous accusés d'émeute. Leur procès tarde, et Renack Mau nomine les députés arrêtés Sprent Dabwido et Squire Jeremiah pour qu'ils puissent se présenter aux élections législatives de 2016 dans la circonscription de Meneng, dont il est citoyen. Les deux hommes s'y présentent, mais sont battus. Dans le même temps, les dix-neuf accusés subissent diverses persécutions de la part du gouvernement du président Baron Waqa, et sont appelés « les Dix-Neuf de Nauru » par leurs partisans et par les médias étrangers,. 
Renack Mau est également joueur de football australien, et prend part à la compétition de 2017 de football australien à Nauru, pour l'équipe des Hawks (Faucons),.
En septembre 2018 la Cour suprême de Nauru met un terme au procès des « Dix-Neuf » et fait relâcher les accusés. Le juge Geoffrey Muecke explique que le gouvernement a rendu impossible la tenue d'un procès équitable, le ministre de la Justice David Adeang ayant tenté d'empêcher les accusés d'avoir accès à un avocat, et ayant déclaré ouvertement que le gouvernement ferait le nécessaire pour qu'ils soient emprisonnés. Le juge note également que le gouvernement a fait pression sur les entreprises du pays pour que les accusés ne puissent pas trouver d'emploi. Geoffrey Muecke accuse David Adeang de s'être livré à « un affront honteux à l'État de droit ». Le gouvernement nauruan crée une nouvelle cour d'instance pour pouvoir faire appel de cette relâche. En décembre, les accusés sont condamnés à des peines de plusieurs mois prison ferme,, bien qu'Amnesty International les aient reconnus comme ayant été poursuivis pour « des motivations politiques » à la suite d'une « manifestation globalement pacifique ». Renack Mau est reconnu coupable d'émeute et d'avoir agressé un policier en lui mettant le doigt sous l'oeil, et purge plusieurs mois de prison.